# Copa América de Fútbol Playa
La Copa América de Fútbol Playa es un torneo internacional de fútbol playa que se disputa cada dos años entre las selecciones nacionales masculinas mayores de los 10 miembros de la CONMEBOL.  Es la versión de fútbol playa de la más conocida Copa América.
El torneo es organizado por el organismo rector del fútbol en Sudamérica, la CONMEBOL, que estableció el evento en 2016 luego de su declaración de compromiso un año antes, para desarrollar el fútbol playa en el continente. Los eventos de estilo exhibición que también se llevaron a cabo bajo el título de Copa América se llevaron a cabo en 1994-99, 2003 y 2012-14, pero esta encarnación completamente competitiva de la Copa América es la primera en ser oficialmente sancionada y organizada por la CONMEBOL, que también organiza los otros eventos oficiales de la Copa América en fútbol y futsal.
Desde 2023, ha sido el principal campeonato de fútbol playa disputado exclusivamente por selecciones nacionales sudamericanas. Anteriormente era uno de los dos campeonatos principales junto con el Campeonato de Fútbol Playa de Conmebol de más larga duración, establecido en 2006. Sin embargo, la CONMEBOL anunció la abolición de este último en 2022, a favor de que la Copa América se duplique como sus clasificatorios para la Copa Mundial de Fútbol Playa de FIFA. En ese momento, el torneo también pasó de celebrarse en años pares a años impares.

## Ediciones
| Año           | Sede    | Campeón  | Resultado | Subcampeón | Tercero lugar | Final Resultado | Cuarto lugar |
| ------------- | ------- | -------- | --------- | ---------- | ------------- | --------------- | ------------ |
| 2016 Detalles | Santos  | Brasil   | 12:2      | Paraguay   | Venezuela     | 7:6             | Uruguay      |
| 2018 Detalles | Lima    | Brasil   | 7:3       | Paraguay   | Uruguay       | 7:4             | Ecuador      |
| 2022 Detalles | Luque   | Paraguay | 3:2       | Brasil     | Chile         | 3:2             | Venezuela    |
| 2023 Detalles | Rosario | Brasil   | 13:5      | Argentina  | Colombia      | 7:5             | Paraguay     |
| 2025 Detalles | Iquique | Brasil   | 5:4       | Paraguay   | Chile         | 4:3             | Colombia     |

## Palmarés
En cursiva, se indica el torneo en que el equipo fue local.
| País      | Campeón                    | Subcampeón                 | Tercero lugar  | Cuarto lugar |
| --------- | -------------------------- | -------------------------- | -------------- | ------------ |
| Brasil    | 4 (2016, 2018, 2023, 2025) | 1 (2022)                   |                |              |
| Paraguay  | 1 (2022)                   | 3 (2016, 2018, 2022, 2025) |                | 1 (2023)     |
| Argentina |                            | 1 (2023)                   |                |              |
| Chile     |                            |                            | 2 (2022, 2025) |              |
| Uruguay   |                            |                            | 1 (2018)       | 1 (2016)     |
| Venezuela |                            |                            | 1 (2016)       | 1 (2022)     |
| Colombia  |                            |                            | 1 (2023)       | 1 (2025)     |
| Ecuador   |                            |                            |                | 1 (2018)     |

## Desempeños
| AñosEquipos | 2016 (10) | 2018 (10) | 2022 (10) | 2023 (10) | 2025 (10) |   | Parts. ⁄5 |
| ----------- | --------- | --------- | --------- | --------- | --------- | - | --------- |
| Argentina   | 10º       | 5º        | 6º        | 2º        | 5°        | 5 |           |
| Bolivia     | 7º        | 6º        | 10º       | 8º        | 8°        | 5 |           |
| Brasil      | 1º        | 1º        | 2º        | 1º        | 1º        | 5 |           |
| Chile       | 6º        | 8º        | 3º        | 6º        | 3º        | 5 |           |
| Colombia    | 8º        | 9º        | 8º        | 3º        | 4º        | 5 |           |
| Ecuador     | 9º        | 4º        | 9º        | 9º        | 10°       | 5 |           |
| Paraguay    | 2º        | 2º        | 1º        | 4º        | 2º        | 5 |           |
| Perú        | 5º        | 7º        | 5º        | 7º        | 9°        | 5 |           |
| Uruguay     | 4º        | 3º        | 7º        | 5º        | 6°        | 5 |           |
| Venezuela   | 3º        | 10º       | 4º        | 10º       | 7°        | 5 |           |

### Simbología
| - 1º – Campeón - 2º – Finalista - 3º – 3º Lugar - 4º – 4º Lugar | - 5º–10º – Quinto al décimo lugar - × – No participó - q – Clasificado - – Anfitrión |

## Clasificación general
- Actualizado a la edición 2025.

| Pos. | Selección | Part. | PJ | G+ | G- | GP | D  | GF  | GC  | Dif  | Pts | %     |
| ---- | --------- | ----- | -- | -- | -- | -- | -- | --- | --- | ---- | --- | ----- |
| 1    | Brasil    | 5     | 29 | 27 | 0  | 0  | 2  | 218 | 76  | +142 | 81  | 93.1% |
| 2    | Paraguay  | 5     | 29 | 18 | 0  | 1  | 10 | 152 | 118 | +34  | 55  | 65.5% |
| 3    | Uruguay   | 5     | 26 | 11 | 1  | 3  | 11 | 101 | 107 | –6   | 38  | 57.7% |
| 4    | Argentina | 5     | 26 | 11 | 1  | 0  | 14 | 87  | 116 | –29  | 35  | 46.2% |
| 5    | Chile     | 5     | 27 | 11 | 0  | 0  | 16 | 88  | 118 | –30  | 33  | 40.7% |
| 6    | Perú      | 5     | 25 | 10 | 0  | 1  | 14 | 105 | 103 | +2   | 31  | 44.0% |
| 7    | Colombia  | 5     | 27 | 9  | 0  | 3  | 15 | 94  | 110 | –16  | 30  | 44.4% |
| 8    | Venezuela | 5     | 26 | 10 | 0  | 0  | 16 | 87  | 115 | –28  | 30  | 38.5% |
| 9    | Ecuador   | 5     | 26 | 5  | 1  | 3  | 17 | 108 | 132 | –24  | 20  | 34.6% |
| 10   | Bolivia   | 5     | 25 | 5  | 2  | 0  | 18 | 82  | 127 | –45  | 19  | 28.0% |

## Mayores goleadores
- Actualizado a la edición 2025.

| Pos. | Jugador                 | Equipos   | Goles |
| ---- | ----------------------- | --------- | ----- |
| 1    | Daniel Cedeño           | Ecuador   | 27    |
| 2    | Billy Velezmoro         | Perú      | 26    |
| 2    | Rodrigo                 | Brasil    | 26    |
| 4    | Jorge Bailon            | Ecuador   | 24    |
| 5    | Edson Hulk              | Brasil    | 21    |
| 6    | Alejander Vaamonde      | Venezuela | 20    |
| 6    | Carlos Valentín Benítez | Paraguay  | 20    |
| 8    | Mauricinho              | Brasil    | 18    |
| 9    | Carlos Carballo         | Paraguay  | 17    |
| 9    | Lautaro Benaducci       | Argentina | 17    |
| 11   | Pedro Moran             | Paraguay  | 15    |
| 11   | Néstor Medina           | Paraguay  | 15    |
| 13   | Datinha                 | Brasil    | 14    |
| 13   | Milciades Medina        | Paraguay  | 14    |
| 15   | Filipe da Silva         | Brasil    | 13    |
| 15   | Lucas Medero            | Argentina | 13    |
| 15   | Sócrates Vidal          | Perú      | 13    |

## Premios y reconocimientos
| Año  | Goleador                           | Goles | Mejor jugador  | Mejor portero    | Juego limpio |
| ---- | ---------------------------------- | ----- | -------------- | ---------------- | ------------ |
| 2016 | Alexander Vaamonde                 | 12    | Bruno Xavier   | Mão              |              |
| 2018 | Billivardo Velezmoro Daniel Cedeño | 15    | Rodrigo Soares | Rolando González | Brasil       |
| 2022 |                                    | -     |                |                  |              |
| 2023 | Edson Hulk                         | 14    |                |                  |              |